# Позор
Позо́р, сра́м, ганьба́ — оценка действия, поступка или поведения человека, группы людей, и другое, ставшее известным, наглядным и оценённым другим человеком или группой людей (обществом), по отношению к которым так называемый «позор» или «позорный поступок» является нарушением общепринятой точки зрения, формы поведения и законов морали как регулирующих отношения людей в обществе.

## Этимология
Современное значение слова происходит от одного из видов публичного наказания — выставления на всеобщий позор (то есть обозрение).
«Позора́», «Позор», по Далю, — мужской род, действие по значению глагола, взор, взгляд, «зрелище, что представляется взору». В этом смысле в русском языке практически не употребляется, но, например, в чешском этим словом обозначается «внимание»:
«Все окрестные деревеньки, каждый отдельный домик, выглядывали из густой оторочки кудрявых плодовых садов; в палисадниках цвели георгины, а на каждой калитке красовалась дощечка с надписью: „Позор на пса!“, что означало всего лишь — „осторожно, собака!“» 
Ариадна Эфрон. О Марине Цветаевой. Воспоминания дочери
А в сербскохорватском — «позориште» означает «театр» («позорище» — «общественное зрелище» — см. «Ложные друзья переводчика», — в русском же слово приобрело другой смысл).

## Социокультурные практики опозоривания и их история

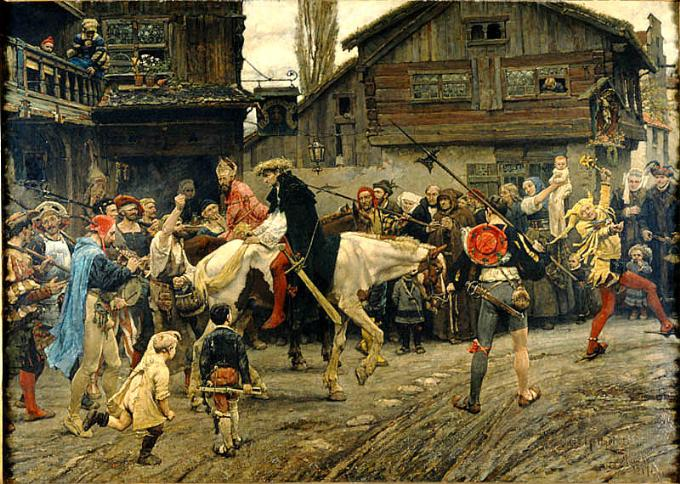
К. Г. Хелльквист - Позорный въезд епископа Петера Суннанведера и Кнута Микаэльссона в Стокгольм (1879)

### Позорящие наказания
Криминалист Д. М. Кахан в своих ранних работах утверждал, что «общество укрепляет свои фундаментальные ценности, наказывая преступников, оно делает это публично, когда использует позорящие наказания: тот, кто унижен публично, „не может скрыться, и его проступок выносится на суд других“. Более того, позорящие наказания имеют сильный устрашающий эффект и лучше соответствуют преступлению.». В своих поздних работах Д. М. Кахан «пересматривает свою позицию в отношении позорящих наказаний как замены тюремного заключения, утверждая, „что действительно не так с позорящими наказаниями, я считаю, так это то, что они глубоко пристрастны: когда общество избирает их, оно выбирает сторону тех, кто подчиняется нормам, скорее обеспечивающей стабильность общины и социальной дифференциации, нежели индивидуальность и равенство“»

### Позорящие наказания и либеральные движения
Либералы, согласно Марте Нуссбаум, «утверждают, что западные правовые системы не могут поддерживать идею применения позорящих наказаний, поскольку они уже „артикулировали разницу между позором и виной. Позор <…> относится к чертам человеческого характера, в то время как вина характеризует действие“.» Соответственно, они выдвигают пять возражений против позорящих наказаний как санкции:
1. Цель позорящих наказаний — задеть человеческое достоинство: "они не наказывают за преступное деяние как таковое, скорее, они «обозначают девиантную идентичность для других, они унижают человека, характеризуя его как плохого и создавая „испорченную идентичность“».[7] Позорящие наказания лишают индивида основной добродетели, превращая его в своеобразного под-индивида и лишая его возможности искупления вины и возвращения в общество."[8]
2. позорящие наказания являются видом «правосудия толпы, поскольку они подталкивают публику к наказанию преступника, и таким образом не могут считаться наказанием, заслуживающим доверия» (Джейсм Уитман)[8]
3. В истории, согласно юристу и философу права Эрику Поснеру,[9] позорящие наказания не оправдали целей, которые на них были возложены: «вместо наказания за совершённое преступление происходило наказание индивидов, бывших нонконформистами или маргиналами, от которых общество пыталось отгородиться и защититься.»[8]
4. Согласно психологу Джеймсу Гиллигану (а также Дж. Брейтуэт, утверждающему, что именно стигматизация способствует рецидивному поведению), нельзя сказать, что «позорящие наказания имеют серьёзную устрашающую силу; люди, подвергшиеся публичному унижению, сталкиваются с большими трудностями при попытках вновь интегрироваться в общество, становятся отстранёнными от него и, вероятнее всего, снова совершат преступление. Они также солидаризируются внутри своей среды. Таким образом, использование позорящих наказаний скорее увеличивает количество преступлений, нежели сокращает их.»[8]
5. Согласно криминалисту Стивену Шульхоферу, можно усомниться в том, «что позорящие наказания могли бы быть использованы вместо тюремного заключения за мелкие преступления, для малолетних преступников или в первый раз совершивших преступления. В действительности», «позорящие наказания будут использоваться против людей, которые освобождены от наказания вовсе или приговорены к штрафу либо условному сроку. Таким образом, позорящие наказания скорее будут способствовать ужесточению социального контроля.»[10]